# Фахд ибн Абдуллах Аль Сауд
Фахд ибн Абдалла ибн Мохаммед Аль Сауд — саудовский принц и государственный деятель. Заместитель министра обороны Саудовской Аравии в 2013 году.

## Биография
Родился в семье принца Абдаллы ибн Мохаммеда (сына Мухаммеда ибн Абдуррахмана, брата короля Абдул-Азиза) и Нуры ибн Сауд Аль Сауд (дочери короля Сауда, сына короля Абду-Азиза).
Окончил военно-морскую академию США. Участвовал в военно-морских программах в США, Великобритании и Пакистане.
В апреле 2002 стал командующим ВМФ Саудовской Аравии. Ушел в отставку в звании генерал-лейтенанта.
С 27 апреля по 7 августа 2013 года занимал должность заместителя министра обороны Саудовской Аравии.
В ноябре 2017 года был арестован с некоторыми членами семьи Аль Сауд.
Женат, имеет 8 детей.